# Дерев'яні села
Дерев'яні села (словац. Drevená dedina) — соціально-побутовий роман із селянськими мотивами словацького поета, прозаїка, редактора та публіциста Франтішека Гечка.

## Сюжет
У «Дерев'яних селах» автор прагне розкрити перехід від патріархального та капіталістичного до соціалістичного села, яке переходить від первісного індивідуального дрібновласницького виробництва до великомасштабного кооперативного виробництва, а також демонструє трансформацію його характера, соціальних відносин, світогляд та життєві пріоритети. Автору вдалося розкрити проблематику усіх нескінченних дрібниць цієї зміни. Тема роману — співіснування в повоєнній словацькій сільській місцевості. Події розгортаються в Ораві, головна тема роману — доля трьох поколінь селянської родини. Історія розгортається навколо старого Пуплави, який починає організовувати нове життя в селі після завершення Другої світової війни і бореться за відновлення села Мрзачки, яке наприкінці війни спалили німецькі солдати. Книга складається з 22-х розділів та завершується традиційним для літератури словом — «Кінець».

## Видання
Уперше роман було опубліковано в «Матиці словацькій» 1951 року (541 сторінка). У 1952 році Матиця опублікувала друге видання роману (580 сторінок), у якому автор зробив мінімальні зміни. Третє видання опублікував «Словацький письменник» у 1953 році (493 сторінки). Після цього були перевидання 1955 (584 сторінки) та 1956 року (568 сторінок). П'єте видання стало останнім прижиттєвим для його автора. Шосте видання «Дерев'яних сіл» було опубліковано 1974 року видавництвом «Правда» (608 сторінок). Сьоме видання роману було опубліковане в 1977 році «Словацьким письменником», як третій том «Вибраних творів» Франтішека Гечка. Рукопис роману зберігається в архіві видавництва «Матиці словацької».